# Rezervat prirode središnjeg Surinama
Rezervat prirode središnjeg Surinama (nizozemski: Natuurreservaat van Centraal-Suriname; skr. CSNR) je najveći rezervat prirode u Surinamu (okrug Sipaliwini) i jedno od najznačajnijih zaštićenih područja tropske kišne šume u Južnoj Americi. Rezervat prirode središnjeg Surinama je osnovan 1998. godine spajanjem Rezervata prirode slapova Raleigh (osnovanog 1961. i veličine od 780 km²), RP Tafelberg (osnovanog 1966. i veličine od 1.400 km²) i RP planine Eilerts de Haan (osnovanog 1966. i veličine od 2.200 km²) u središtu države. 
Rezervat prirode središnjeg Surinama danas pokriva gotovo 16.000 km², što je 10% ukupne površine države i otprilike površina jednaka Flandriji i Bruxellesu u Belgiji. On štiti gornji tok rijeke Coppename i porječja rijeka Lucie, Oost, Zuid, Saramaccz i Gran Rio, koji su okruženi raznolikim krajolicima s nedirnutim prašumama. Tu se nalazi gorje Wilhelmina i najviša planina Surinama, Juliana visoka 1.230 m, ali i druge granitne planine kao što su: Tafelberg (1.026 m), Voltzberg (240 m) i Van Stockum Berg (360 m). Između gorja Emma i Wilhelmina nalazi gotovo trokutasta visoravan stranica dugih od 10-8 km i visine od 1.026 m na jugoistoku i oko 500 m na sjeverozapadu, Raleighvallen, koja se odlikuje geološkim formacijama granitnih stijena (tzv. tepui) koje strše iznad krošanja i brojnim slapovima.
U njegovim raznolikim ekosustavima, koji su tipični za Gvajanski štit, nalazi se velika bioraznolikost biljaka i životinja. Visoka tropska šuma Krondächerna ima stabla visoka oko 30-50 m, dok se nizinska šuma sastoji uglavnom od palmi, a tlo je uglavnom prekriveno papratima i mahovinom. Neka područja su prekrivena močvarama, savanama, a na stijenama rastu zakržljali grmovi. Sve u svemu oko 6.000 visokih biljaka obitava u granicama rezervata.
Fauna je iznimno raznolika i tu obitavaju mnoge vrste kao što su: ljenivci, tapiri, jaguar, divovska vidra, divovski armadil, divovski mravojed (Myrmecophaga tridactyla), i osam vrsta primata. Od ptica tu se nalazi oko 400 vrsta kao što su rijetka harpija i endemska narančasta vrapčarka (Rupicola rupicola).
God. 2000., Rezervat prirode središnjeg Surinama je upisan na UNESCO-ov popis mjesta svjetske baštine u Amerikama kako bi se zaštitile njegova bioraznolikost s velikim brojem endema, ali i geološka jedinstvenost.

## Vanjske poveznice
- Opis RP središnjeg Surinama (engl.)